# Feldhockey-Europameisterschaft der Damen 2017
Die Feldhockey-Europameisterschaft der Damen 2017 war die 13. Auflage der Feldhockey-Europameisterschaft der Damen. Sie fand vom 18. bis 27. August 2017 in Amstelveen, Niederlande gemeinsam mit der Europameisterschaft der Herren statt. Austragungsort war das Wagener-Stadion. Der Titelverteidiger war England.

## Teilnehmer
- England (Titelverteidiger)
- Niederlande (Finalist 2015 und Gastgeber)
- Deutschland (Dritter 2015)
- Spanien (Vierter 2015)
- Belgien (Fünfter 2015)
- Schottland (Sechster 2015)
- Irland (Erster B-Pool)
- Tschechien (Finalist B-Pool)

## Stadion
Alle Spiele der Europameisterschaft wurden im altehrwürdigen Wagener-Stadion in Amstelveen ausgetragen, welches in Vorbereitung für die Europameisterschaft eine neue Haupttribüne bekam. Es war, nach 1995 und 2009, das dritte Mal, dass eine Europameisterschaft in diesem Stadion stattfand. Gewinner der beiden vorherigen Ausgaben waren die Niederlande.

## Modus
Die Vorrunde wurde in zwei Gruppen zu je vier Mannschaften im Jeder-gegen-jeden-Format bestritten. Die ersten Zwei jeder Gruppe qualifizierten sich für das Semifinale. Wie im internationalen Hockey üblich, wurde ein Spiel um den dritten Platz ausgetragen. Die letzten Zwei beider Gruppen bildeten die Gruppe C und spielten um die Teilnahme an der folgenden Europameisterschaft. Dabei nahmen die Mannschaften das Ergebnis gegen die Nation aus der eigenen Gruppe mit. Die beiden Letzten aus der Vierer-Gruppe stiegen in den B-Pool ab und die zwei Ersten durften an der nächsten Europameisterschaft teilnehmen.

## Spielplan
Der Spielplan wurde am 21. Juli 2016 von der European Hockey Federation bekanntgegeben.

### Vorrunde

#### Gruppe A
| Datum – Uhrzeit    | Team 1      | Team 2      | Ergebnis |
| ------------------ | ----------- | ----------- | -------- |
| 18. August – 20:00 | Niederlande | Spanien     | 3:1      |
| 19. August – 12:30 | Belgien     | Tschechien  | 6:0      |
| 20. August – 11:00 | Spanien     | Tschechien  | 7:1      |
| 20. August – 20:00 | Belgien     | Niederlande | 0:1      |
| 22. August – 17:00 | Spanien     | Belgien     | 1:2      |
| 22. August – 20:00 | Niederlande | Tschechien  | 10:0     |

Tabelle
| Rang | Land        | Spiele | Tore | Differenz | Punkte |
| ---- | ----------- | ------ | ---- | --------- | ------ |
| 1    | Niederlande | 3      | 14:1 | +13       | 9      |
| 2    | Belgien     | 3      | 8:2  | +6        | 6      |
| 3    | Spanien     | 3      | 9:4  | +5        | 3      |
| 4    | Tschechien  | 3      | 1:23 | −22       | 0      |

#### Gruppe B
| Datum – Uhrzeit    | Team 1      | Team 2      | Ergebnis |
| ------------------ | ----------- | ----------- | -------- |
| 19. August – 10:15 | Deutschland | Schottland  | 4:1      |
| 19. August – 14:45 | England     | Irland      | 4:1      |
| 20. August – 13:15 | Irland      | Schottland  | 0:0      |
| 20. August – 17:45 | Deutschland | England     | 1:0      |
| 22. August – 12:30 | England     | Schottland  | 2:0      |
| 22. August – 14:45 | Irland      | Deutschland | 1:5      |

Tabelle
| Rang | Land        | Spiele | Tore | Differenz | Punkte |
| ---- | ----------- | ------ | ---- | --------- | ------ |
| 1    | Deutschland | 3      | 10:2 | +8        | 9      |
| 2    | England     | 3      | 6:2  | +4        | 6      |
| 3    | Schottland  | 3      | 1:6  | −5        | 1      |
| 4    | Irland      | 3      | 2:9  | −7        | 1      |

### Platzierungsspiele

#### Abstiegsspiele
| Datum – Uhrzeit    | Team 1     | Team 2     | Ergebnis |
| ------------------ | ---------- | ---------- | -------- |
| 24. August – 12:30 | Tschechien | Irland     | 1:3      |
| 24. August – 14:45 | Spanien    | Schottland | 2:1      |
| 26. August – 12:15 | Spanien    | Irland     | 7:2      |
| 26. August – 14:30 | Schottland | Tschechien | 0:1      |

Tabelle
| Rang | Land       | Spiele | Tore | Differenz | Punkte |
| ---- | ---------- | ------ | ---- | --------- | ------ |
| 5    | Spanien    | 3      | 16:4 | 12        | 9      |
| 6    | Irland     | 3      | 5:8  | −3        | 4      |
| 7    | Tschechien | 3      | 3:10 | −7        | 3      |
| 8    | Schottland | 3      | 1:3  | −2        | 1      |

### Finalspiele
|  | Halbfinale          | Halbfinale         |                    |   | Finale             | Finale             |
|  |                     |                    |                    |   |                    |                    |
|  | Deutschland         | 0                  |                    |   |                    |                    |
|  | Belgien             | 1                  |                    |   |                    |                    |
|  | 24. August – 17:00  |                    |                    |   |                    |                    |
|  |                     |                    | 26. August – 20:00 |   |                    |                    |
|  | Belgien             | 0                  |                    |   |                    |                    |
|  |                     | Niederlande        | 3                  |   |                    |                    |
|  |                     |                    |                    |   |                    |                    |
|  | Spiel um Platz drei |                    |                    |   |                    |                    |
|  | 24. August – 20:00  | 24. August – 20:00 | Deutschland        | 0 |                    |                    |
|  | Niederlande         | 1                  | England            | 2 |                    |                    |
|  | England             | 0                  |                    |   | 26. August – 17:00 | 26. August – 17:00 |